# Epifenomenalizam
Epifenomenalizam je teorija unutar filozofije uma da su mentalni procesi prouzrokovani fizičkim aktivnosti u mozgu ali sami ne utječu na ovu aktivnost, tj. da je ljudska svijest pseudo-produkt stvarnog djelovanja mozga. Dakle domovi da misli, osjećaji i emocije utječu na fizičke procese, u određenoj mjeri su iluzorni. Kao opreka fizikalizmu, epifenomenalizam zastupa stajalište kako fizički događaji uzrokuju mentalne, a mentalni događaji nemaju nikakve uzročne moći.  
Pojam je izveden iz riječi epifenomen, koja se može prevesti kao "prateći" fenomen, i označava pojavu bez vlastite snage koja bi mogla na bilo što drugo utjecati.